# Martin Stuart-Fox
Martin Stuart-Fox is het hoofd van de "department of history" van de Universiteit van Queensland in Australië. Hij was een correspondent voor United Press International, in die hoedanigheid versloeg hij de Vietnamoorlog in zowel Laos als Vietnam. Hij heeft verder nog gewerkt als correspondent in Frankrijk, Afghanistan, India en Bangladesh. Hij heeft een aantal boeken gepubliceerd over de geschiedenis en politiek van Laos.